# Hussein Yasser
Hussein Yasser El-Mohammadi Abdulrahman (ur. 9 stycznia 1984 w Dosze) – katarski piłkarz, występujący na pozycji pomocnika w egipskim klubie Wadi Degla SC. Jego ojciec pochodził z Egiptu.

## Kariera piłkarska
Hussein Yasser jest wychowankiem klubu Al-Khor. Na początku kariery grał także w innym katarskim zespole - Al-Rajjan. W 2002 roku miał okazję szkolić się w Manchesterze United, klubie występującym w Premier League. Meczu w tej lidze jednak nie rozegrał. Kolejne dwa sezony spędził na wypożyczeniu w belgijskiej Antwerpii. Przed sezonem 2004/2005 został zawodnikiem cypryjskiego AEL Limassol. W 16 meczach w lidze cypryjskiej strzelił 4 bramki. Następnie na krótko powrócił do ojczyzny, grając w zespole Al-Sadd. Niebawem trafił z powrotem do Manchesteru i potem do Al-Rajjan. W 2007 roku trafił do portugalskiej SC Bragi. W barwach tej ekipy rozegrał 8 spotkań w lidze portugalskiej. Drugą część sezonu 2007/2008 spędził na wypożyczeniu w Boaviście. W 2008 roku podpisał kontrakt z egipskim Al-Ahly Kair. Po dwóch sezonach przeszedł do klubu Zamalek SC. Grał też w Lierse SK, Al-Wakrah SC i Mu'aidher SC, a w 2017 trafił do Wadi Degla SC.
Yasser jest także wielokrotnym reprezentantem i strzelcem Kataru. W drużynie narodowej zadebiutował w 2001 roku, czyli w wieku 17 lat. Został również powołany na Puchar Azji 2007, gdzie jego drużyna zajęła ostatnie miejsce w grupie. On wystąpił w dwóch meczach tej fazy rozgrywek: z Japonią (1:1), gdzie został ukarany czerwoną kartką oraz z Zjednoczonymi Emiratami Arabskimi (1:2).